# Allacta hamifera
Allacta hamifera es una especie de cucaracha del género Allacta, familia Ectobiidae. Fue descrita científicamente por Walker en 1868.

## Distribución
Esta especie se encuentra en Malasia, Indonesia, isla de Borneo y Filipinas.